# Condate hypenoides
Condate hypenoides là một loài bướm đêm trong họ Erebidae.